# Callophrys chalybeitincta
Callophrys chalybeitincta är en fjärilsart som beskrevs av Sovinsky 1905. Callophrys chalybeitincta ingår i släktet Callophrys och familjen juvelvingar. Inga underarter finns listade i Catalogue of Life.